# Jalšovík
Jalšovík (hongrois : Bozókalsók) est un village de Slovaquie situé dans la région de Banská Bystrica.

## Histoire
La première mention écrite du village date de 1542.

## Démographie

### Évolution de la population
| Année:               | 1994. | 2004.   | 2014.   | 2024.   |
| -------------------- | ----- | ------- | ------- | ------- |
| Nombre de personnes: | 216   | 201     | 193     | 175     |
| Différence:          |       | -6,94 % | -3,98 % | -9,32 % |

| Année:               | 2023. | 2024.   |
| -------------------- | ----- | ------- |
| Nombre de personnes: | 176   | 175     |
| Différence:          |       | -0,56 % |